# Archivio fotografico Gerola
L'archivio fotografico Gerola è conservato nelle strutture dell'Istituto veneto di scienze, lettere ed arti, presso palazzo Loredan a Venezia.

## La missione cretese
Nel 1897 le potenze europee occuparono Creta, decretandone l'autonomia dall'Impero ottomano. Per via dell'ambigua situazione generatasi nell'isola e del rapido degrado dei suoi monumenti storici, nel 1898 il Ministero della pubblica istruzione decise di inviare a Creta una missione archeologica, diretta da Federico Halbherr.
Carlo Francesco Ferraris, nel 1899, suggerì ai soci dell'Istituto veneto di finanziare l'invio a Creta di un loro delegato, che si appoggiasse alla missione italiana col compito di documentare i monumenti, che ancora vi si trovano, della dominazione veneziana (1204-1669).
Su suggerimento di Halbherr venne incaricato Giuseppe Gerola. Dopo qualche mese di studio presso l'Archivio di Stato, la Biblioteca nazionale Marciana e il museo Correr, sbarcò a Creta il 18 gennaio 1900.

## Documentazione prodotta
In questa missione vennero prodotti: oltre 50 calchi in gesso (la più parte depositati presso il Museo storico navale) e 1.500 fotografie, i cui negativi sono conservati presso l'Istituto veneto di scienze, lettere ed arti, assieme ad una gran quantità di schizzi, disegni, appunti.
Gerola fu molto attento anche ai graffiti, che quando possibile, calcò usando la tecnica della carta assorbente bagnata o sovrapponendo all'originale della carta velina, sempre bagnata, ricalcando il segno sottostante con la matita copiativa.
Tra il 1905 e il 1932, l'Istituto veneto pubblicò, a cura di Gerola, quattro volumi ricchi di illustrazioni, intitolati Monumenti veneti nell'isola di Creta.
I calchi in gesso riproducono frammenti architettonici e decorativi di complessi architettonici in notevole stato di degrado, di cui vengono impressi leoni, bassorilievi ecc.
Le carte assorbenti riproducono epigrafi o bordi di campane. Le epigrafi in latino o greco hanno per lo più carattere ufficiale, infatti riportano i nomi dei dogi, dei consoli e ricordano la data di fondazione di chiese, ponti, palazzi pubblici, case private, acquedotti, fontane, più raramente son di tipo funerario. Le carte sono state ordinate sulla base delle castellanie ("regioni dell'isola").
Le carte veline sono copie di graffiti murari apposti in periodo veneziano sui muri delle chiese o dei monasteri, affrescati da immagini sacre. Dalle date riportate in questi grafiti si può dare una datazione oltre la quale l'affresco sottostante non può essere stato dipinto.
La raccolta fotografica è composta da lastre fotografiche e da foto originali stampate, dopo la conclusione della missione, dall'Istituto Veneto. Le lastre ritraggono riproduzioni da libri,  soggetti vari, stemmi, leoni ed iscrizioni. Le foto da 1 a 1000 stampate da Gerola stesso, sono elencate e esplicate tramite didascalia nell’Elenco della Collezione di fotografie eseguite a Creta.
Di recente è stato riordinato l'archivio in: 1000 foto antiche originali; 1642 lastre tutte numerate, da 1 a 1000 in corrispondenza della numerazione delle foto stampate da Gerola, da 1001 a 1642 secondo le castellanie; 1642 nuove fotografie stampate tra il 1986 e il 1988 da I. Candio numerate come le lastre.
Il materiale riportato da Creta e conservato all'Istituto Veneto consiste in:
- 1642 lastre fotografiche
- 1642 negativi
- 1642 riproduzioni fotografiche
- 1000 fotografie originali
- 291 veline
- 102 carte assorbenti
- 3 calchi in gesso[3][4]

## Galleria d'immagini

Calchi in gesso
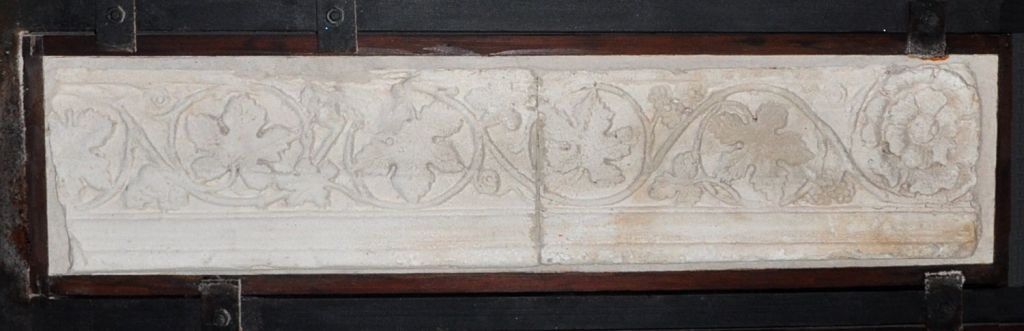
Frammento di architrave decorato con tralci di vite e rosette. Iraklion, Creta.
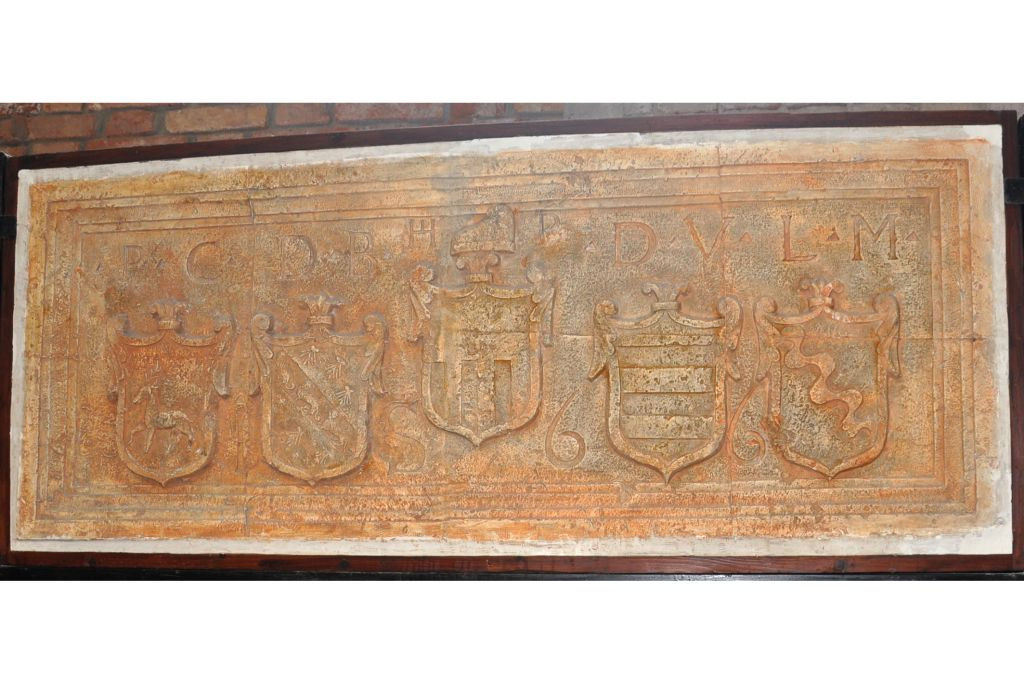
Stemmi di Civran, Barbarigo, Priuli, Venier, Marcello. Iraklion, Creta.
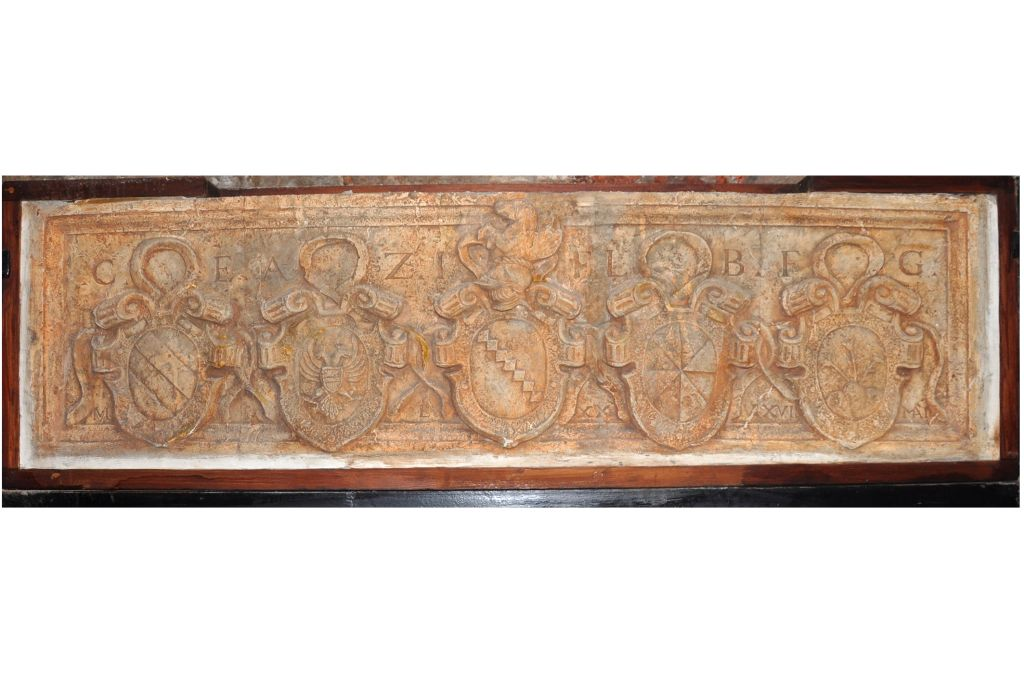
Stemmi di Emo, Zustinian, Foscarini, Basadona, Garzoni. Iraklion, Creta.
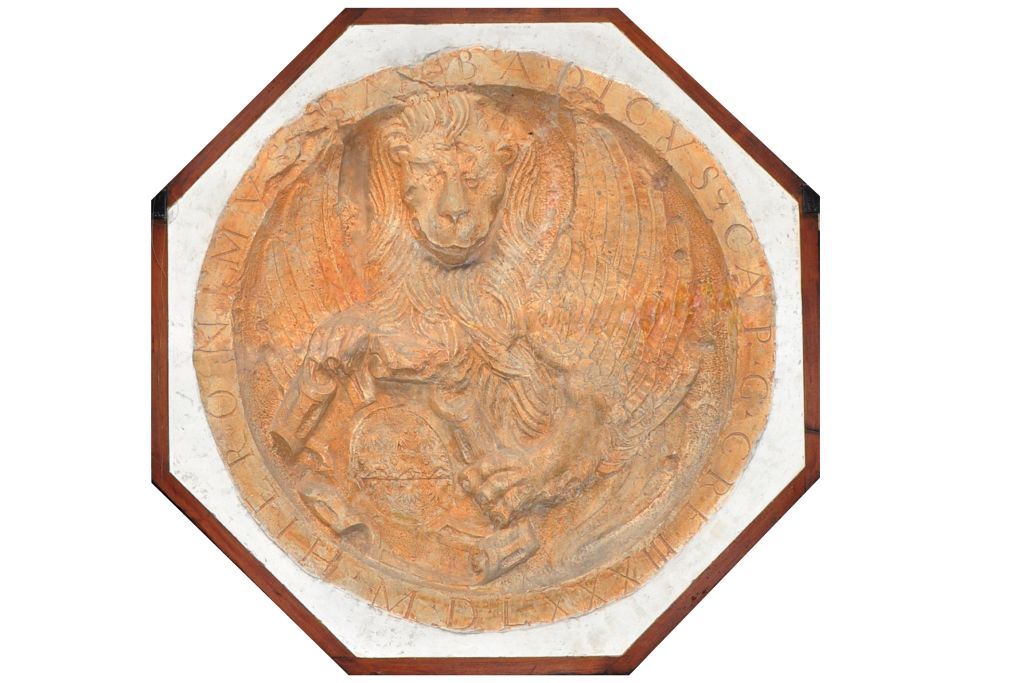
Leone in gazzetta che regge lo stemma di Gerolamo Barbarigo. Iraklion, Creta.
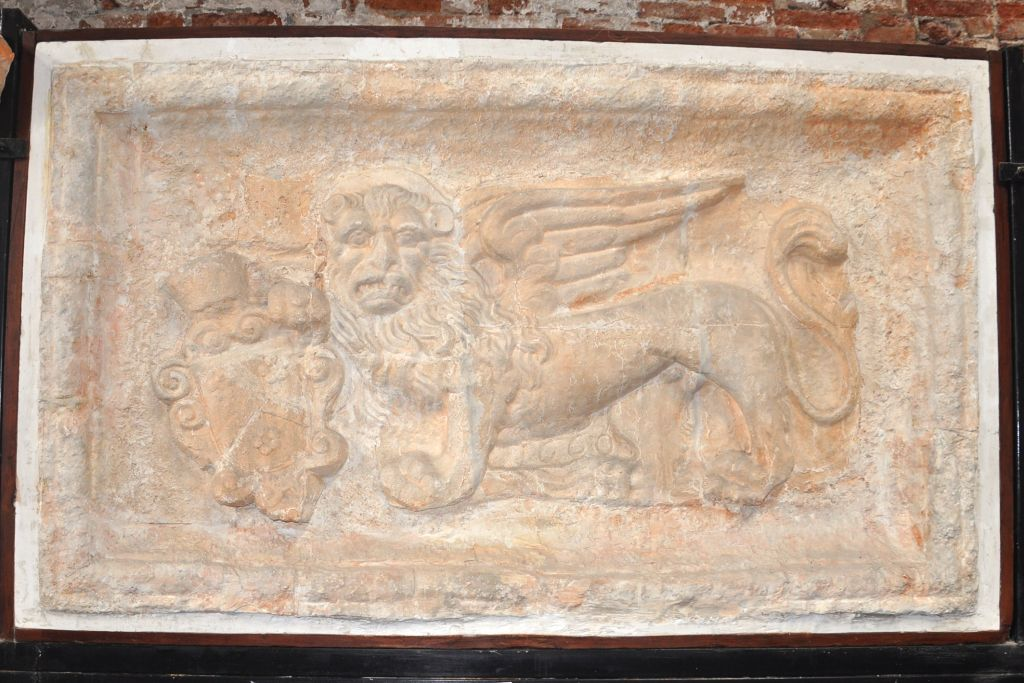
Leone che tiene tra le zampe lo stemma di Marco Bembo. Iraklion, Creta.
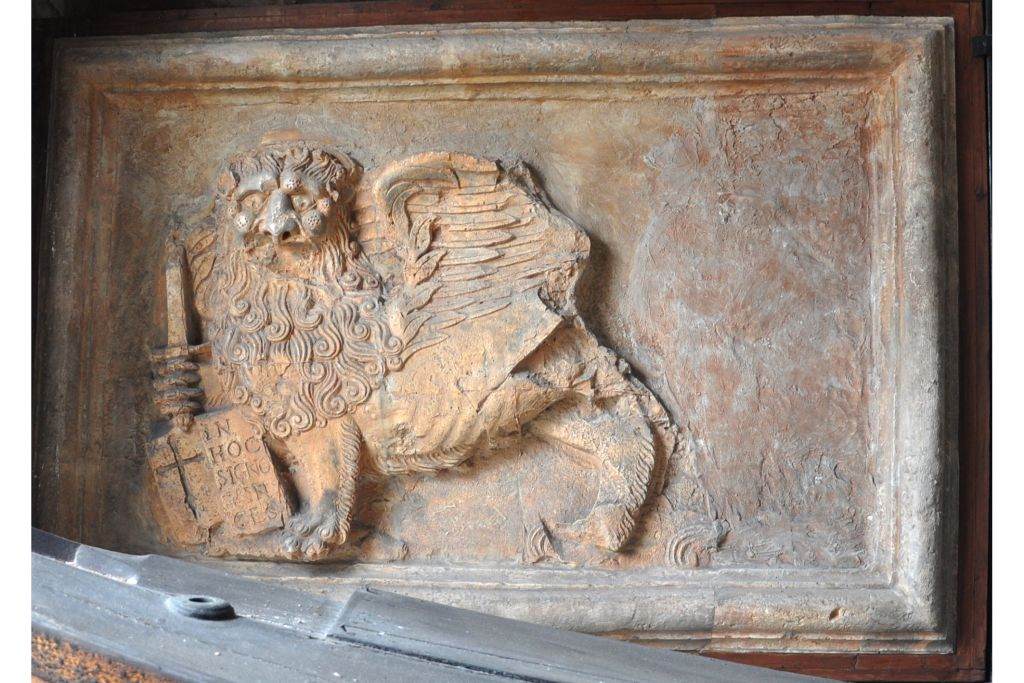
Leone con spada, che tiene tra le zampe il libro del Vangelo Marciano. Iraklion, Creta.
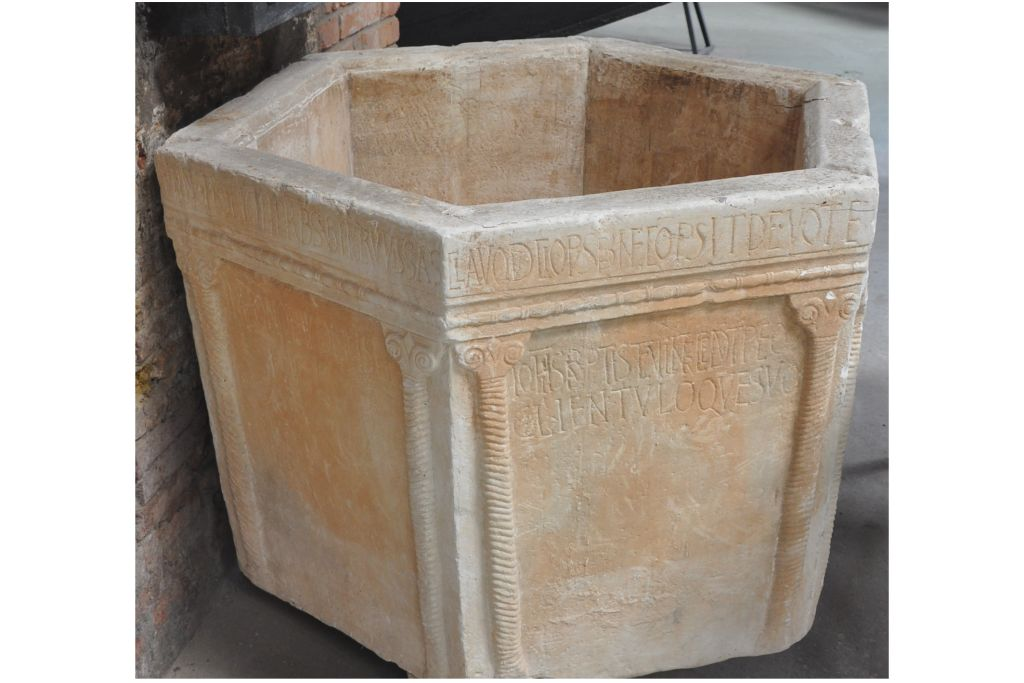
Vera da pozzo con iscrizione in latino e croce bizantina. Iraklion, Creta.
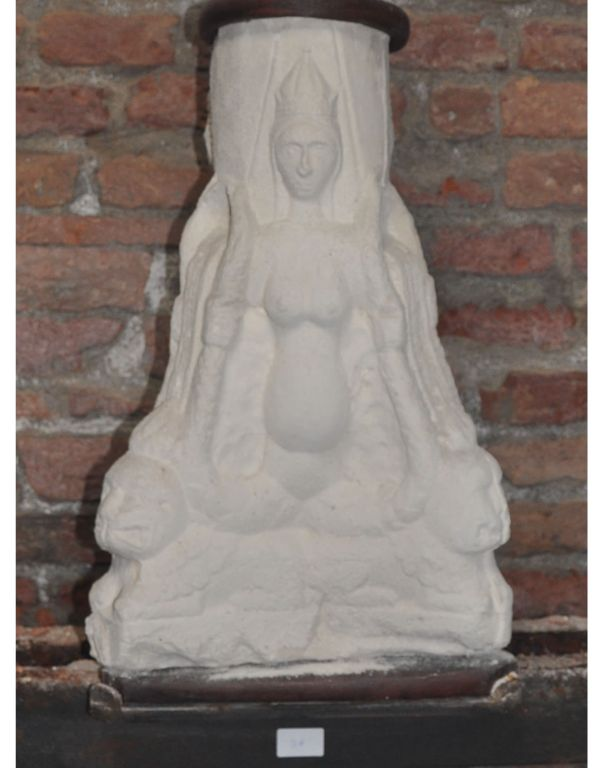
Basamento a forma di tripode con 3 figure di arpie. Iraklion, Creta.